# 朱兆莘
朱兆莘（1879年—1932年12月10日）字鼎青，广东省花县赤坭黄沙塘村（今为巴江村）人。中华民国政治人物、外交官。

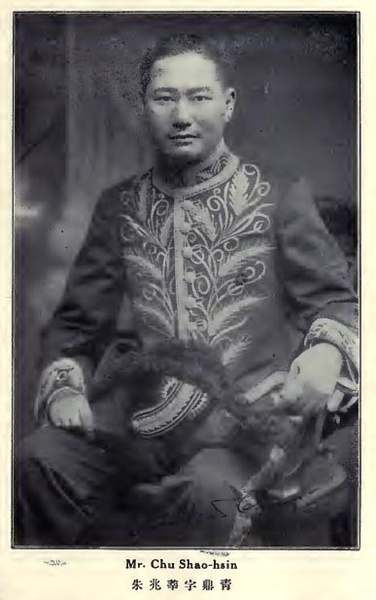

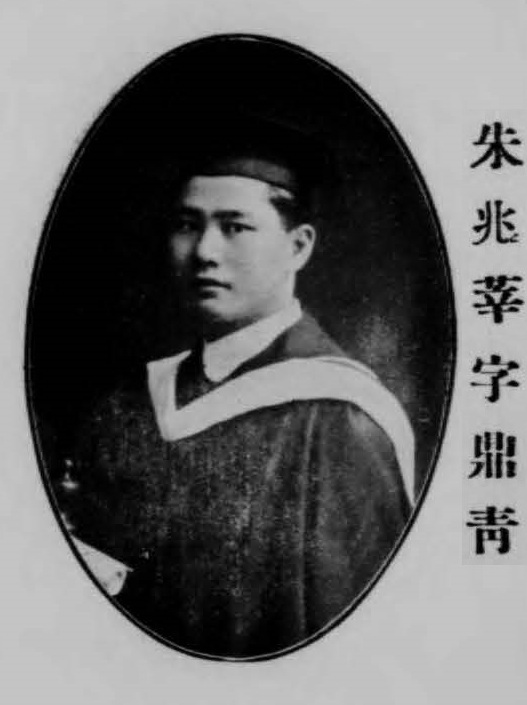

## 生平
朱兆莘生于一个书香门第，幼年学习刻苦，后来作为优廪生于广州广雅书院肄业，因成绩优秀被选送到京师大学堂优级师范馆学习，以优异的毕业成绩获钦赐中书举人。
光绪三十三年（1907年），学部选派朱兆莘赴美国留学。在美国，他先在纽约大学商务财政科获得商务财政大学学士学位，后在哥伦比亚大学法政科获得法政硕士学位。民国2年（1913年）归国，加入国民党，当选为民元国会参议院议员，且选任为宪法起草委员会委员，又兼任北京大学商科主任、大总统府秘书、谘议等职务。1914年1月10日，大总统袁世凯宣布解散国会，朱兆莘遂赴厦门，任鼓浪屿会审公堂堂长。
民国6年（1917年），朱兆莘被任命为驻沪外交部特派江苏交涉员，驻上海。其后，伍廷芳自北京携带外交印信至上海，以上海的朱兆莘的交涉公署作为行辕，进行外交活动。朱兆莘支持伍廷芳讨逆护法的立场，配合孙中山方面争取友好国家支持讨逆护法，从而激怒了北京政府，于1917年7月22日遭段祺瑞政府褫免驻沪外交部特派江苏交涉员的职务。
民国7年（1918年）10月10日，徐世昌出任大总统，朱兆莘被任命为中国驻旧金山总领事。民国9年（1920年）9月，朱兆莘调任中国驻英国公使馆一等秘书。民国11年（1922年）5月，出任中国驻英国代办。此后，朱兆莘作为中国政府首席代表，积极参与外交活动，屡次担任国际联盟理事会和万国禁烟会议的中国代表。同年10月，朱兆莘在伦敦向中国留学生发表演说，抨击美国总统所提出的“门户开放，机会均等”的政策。1923年11月，朱兆莘在国际联盟讨论限制鸦片种植、禁止贩卖海洛因等毒品的会议上，作为国际联盟理事会与万国禁烟会议中国代表发表演说，谴责一些国家向中国及其他落后国家出口鸦片的罪行。
民国14年（1925年）3月，朱兆莘被北京政府特任为中国驻意大利公使。民国15年（1926年）3月，兼任驻英国代办。民国16年（1927年）8月，朱兆莘接南京国民政府的归国饬令，于10月归国赴南京，脱离了北京政府。
朱兆莘归国前，在瑞士日内瓦发表宣言，声明自己已经向北京政府提出辞职，此后即代表南京国民政府履行中国驻意大利公使及中国驻国际联盟理事会首席代表的职责。朱兆莘还发表文章阐述南京国民政府对华盛顿海军会议的立场，并向新闻界散发了书面声明，希望国际联盟尊重中国的独立与主权，承认中国的国际地位。朱兆莘离开日内瓦归国后，中国驻德国、奥地利、荷兰、葡萄牙、丹麦等国的公使相继向北京政府致电辞职，脱离了北京政府，在巴黎集会，推举朱兆莘为代表同南京国民政府进行接洽，共同接受南京国民政府的领导。
来到南京后，朱兆莘出任国民政府外交部政务次长，帮伍朝枢展开外交活动。民国17年（1928年），朱兆莘任广东省政府委员、粤海关监督、国民政府外交部特派广东交涉员等职务。民国20年（1931年）9月18日九一八事变爆发后，国民政府设置了对日特种外交委员，委员之一为朱兆莘。民国21年（1932年）1月，蔡元培在中国国民党第四次全国代表大会上提出组织国难委员会的动议。国民政府遂聘任国难会议会员，第一批共189人，朱兆莘为其一。
1932年12月10日，朱兆莘病逝，享年54岁。其墓位于广州北郊的南湖洞旗峰。

## 家庭
- 祖父：朱桂芳，咸丰壬子（1852）科经魁。[1]
- 父：朱珩，光绪乙未（1895）科进士，授刑部主事，历任知县、京师高等审判厅推事、民事庭庭长等职务。对经学及辽史、金史、元史十分精通，曾任国子助教以及总理衙门舆图馆编辑，著有《元朝秘史》等书。[1]

## 延伸阅读
[在维基数据编辑]
 《游美同學錄·朱兆莘》，出自《游美同學錄》
 在维基共享资源阅览影像